# داهفة
الداهِفَة هو جنس من الفطريات في طائفة درينانية. علاقة هذا الصنف بالتصنيفات الأخرى داخل الفصل غير معروفة ( incertae sedis ).  هذا جنس أحادي النمط ، يحتوي على نوع واحد هو داهفة النجيليات.